# Anzacia
Anzacia is een geslacht van spinnen uit de familie bodemjachtspinnen (Gnaphosidae).

## Soorten
De volgende soorten zijn bij het geslacht ingedeeld:
- Anzacia daviesae Ovtsharenko & Platnick, 1995
- Anzacia debilis (Hogg, 1900)
- Anzacia dimota (Simon, 1908)
- Anzacia gemmea (Dalmas, 1917)
- Anzacia inornata (Rainbow, 1920)
- Anzacia invenusta (L. Koch, 1872)
- Anzacia micacea (Simon, 1908)
- Anzacia mustecula (Simon, 1908)
- Anzacia perelegans (Rainbow, 1894)
- Anzacia perexigua (Simon, 1880)
- Anzacia petila (Simon, 1908)
- Anzacia respersa (Simon, 1908)
- Anzacia sarrita (Simon, 1908)
- Anzacia signata (Rainbow, 1920)
- Anzacia simoni Roewer, 1951